# Гайнц-Конрад Фенн
Гайнц-Конрад «Гайко» Фенн (нім. Heinz-Konrad «Heiko» Fenn; 20 липня 1918, Кіль — 17 березня 2016, Бонн) — німецький офіцер-підводник, музикант і композитор, капітан-лейтенант крігсмаріне, адмірал флотилії бундесмаріне.

## Біографія
З раннього дитинства цікавився музикою, до 8 років навчився грати на губній гармошці, акордеоні та скрипці. 1 квітня 1937 року вступив на флот. З лютого 1940 року — навчальний керівник 19-го дивізіону морської артилерії. В квітні-вересні пройшов курс підводника. З жовтня 1940 року — 2-й вахтовий офіцер на підводному човні U-108. В серпні-вересні 1941 року пройшов курс командира човна. З 6 жовтня 1941 по 17 травня 1942 року — командир U-139, з 30 травня 1942 по 25 січня 1944 року — командир U-445, на якому здійснив 5 походів (разом 225 днів у морі). В лютому-квітні 1944 року перебував на лікуванні. З травня 1944 року — референт в штабі керівника підводних човнів «Центр». З серпня 1944 року — офіцер-підводник Адмірал-штабу в штабі головнокомандування ВМС «Схід». В травні 1945 року взятий в полон. 27 лютого 1946 року звільнений. В полоні заснував танцювальний оркестр з полонених, який певний час проіснував після звільнення учасників з полону, але розпався з фінансових причин.
В 1956/78 роках служив в бундесмаріне. Написав ряд пісень, які досі виконуються німецькими шанті-хорами. Після звільнення з армії організовував виступи оркестру бундесверу. З 1992 року керував шанті-хором Бонна, сам писав тексти пісень.

## Звання
- Кандидат в офіцери (3 квітня 1937)
- Морський кадет (21 вересня 1937)
- Фенріх-цур-зее (1 травня 1938)
- Оберфенріх-цур-зее (1 липня 1939)
- Лейтенант-цур-зее (1 серпня 1939)
- Оберлейтенант-цур-зее (1 вересня 1941)
- Капітан-лейтенант (1 серпня 1944)

## Нагороди
- Залізний хрест
  - 2-го класу (13 березня 1941)
  - 1-го класу (1942)
- Нагрудний знак підводника (3 травня 1941)
- Орден «За заслуги перед Федеративною Республікою Німеччина», офіцерський хрест